# Четверта київська гімназія

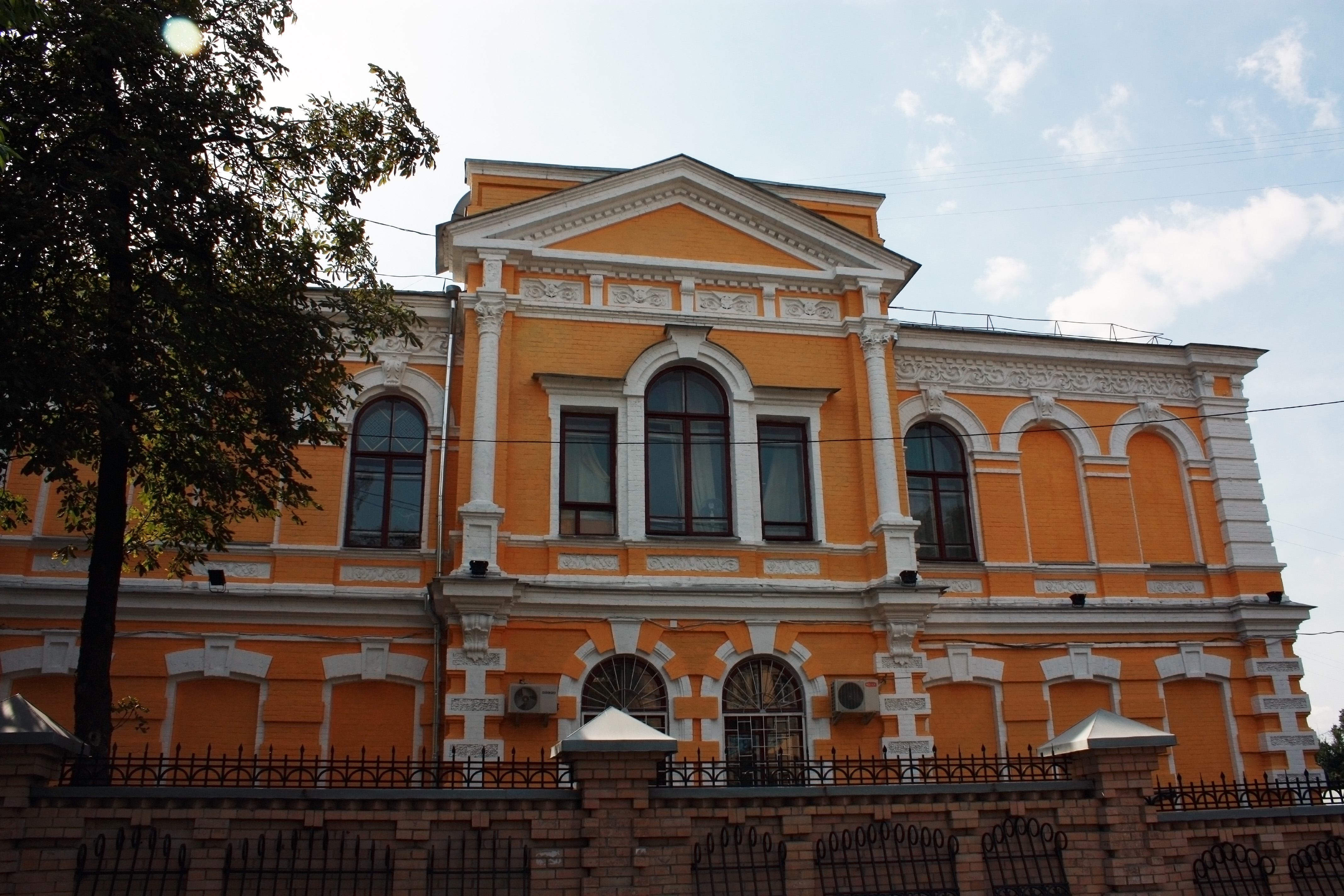
Приміщення гімназії (з 1897 року) по Великій Васильківській вулиці

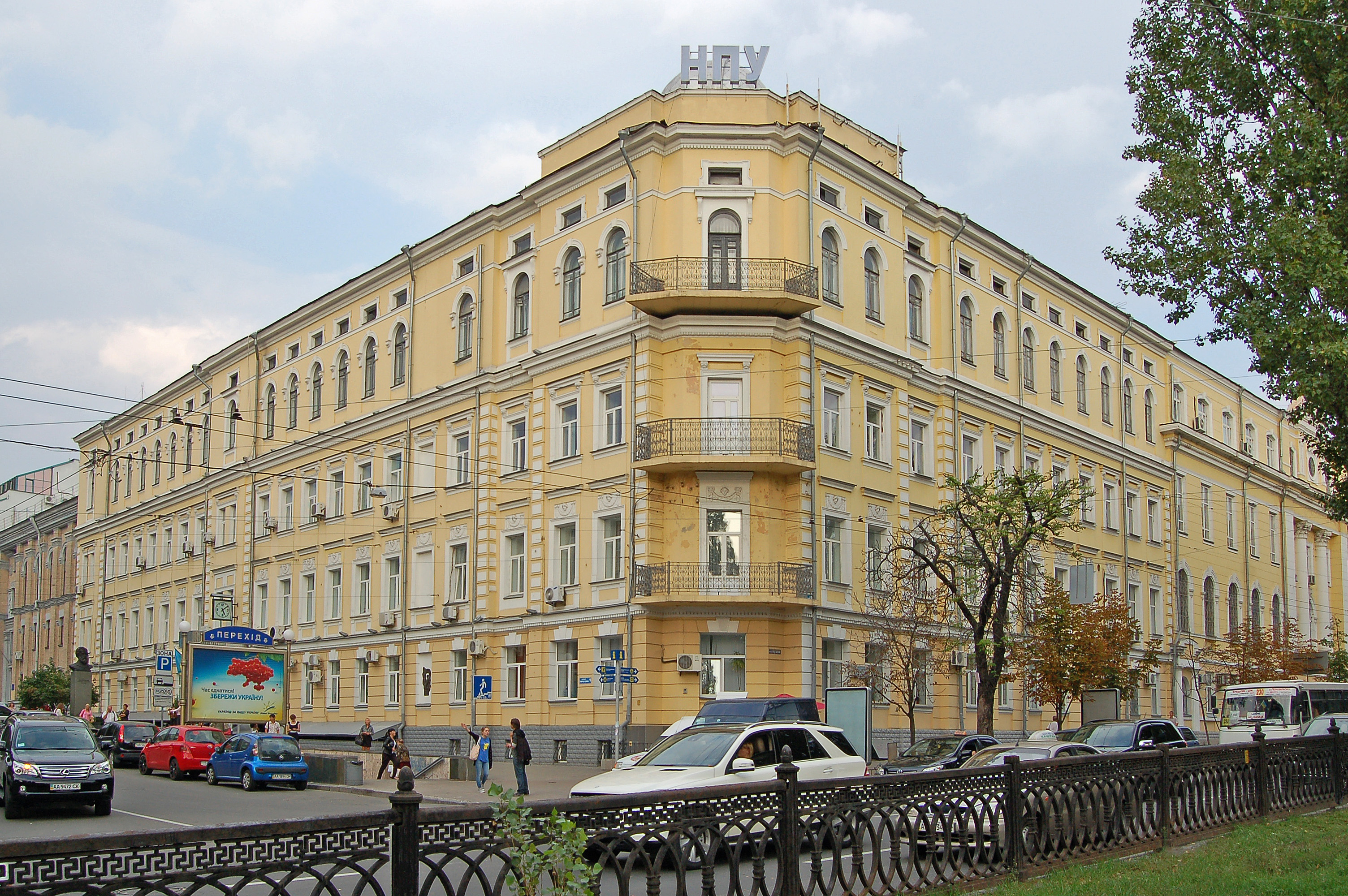
Приміщення гімназії (у 1883—1897 роках) по бульвару Тараса Шевченка, зараз Педагогічний університет ім. М. Драгоманова

Четверта київська гімназія, Четверта чоловіча гімназія — середній загальноосвітній заклад, заснований 1883 року в Києві.

## Історія
Гімназія була заснована в 1883 році. Спочатку гімназія винаймала приміщення на розі Бібіковського бульвару і теперішньої вулиці Пирогова (тепер будинок Педагогічного університету ім. М. Драгоманова). У 1897—1898 роках для четвертої гімназії на місцевості Нова Будова був споруджений будинок в стилі неоренесансу за проектом архітектора Миколи Чекмарьова, нині вул. Велика Васильківська, 98 (тепер — вул. Велика Васильківська, 96). На місці будівлі гімназії колись проводилися кінські ярмарки, тому це місце мало назву Кінна площа.
На протилежному боці вулиці розташовувався польський костел, тож більша частина учнів школи були діти з польських родин. Проте на початку червня 1920 року цей будинок був спалений якраз відступаючими польсько-українськими військами. У роки радянської влади будівлю гімназії займало училище КДБ.
У гімназії навчалися такі видатні особистості, як інженер і підприємець Всеволод Демченко, актор і виконавець власних пісень Олександр Вертинський, письменники Сигізмунд Кржижановський та Ярослав Івашкевич, художник Петро Холодний (старший), історик мистецтва й видатний діяч УНР Дмитро Антонович, учасник бою під Крутами Павло Кольченко. Тут викладав український педагог, історик та редактор журналу «Киевская старина» Євген Кивлицький.